# Парк «Шевченко» (Киев)

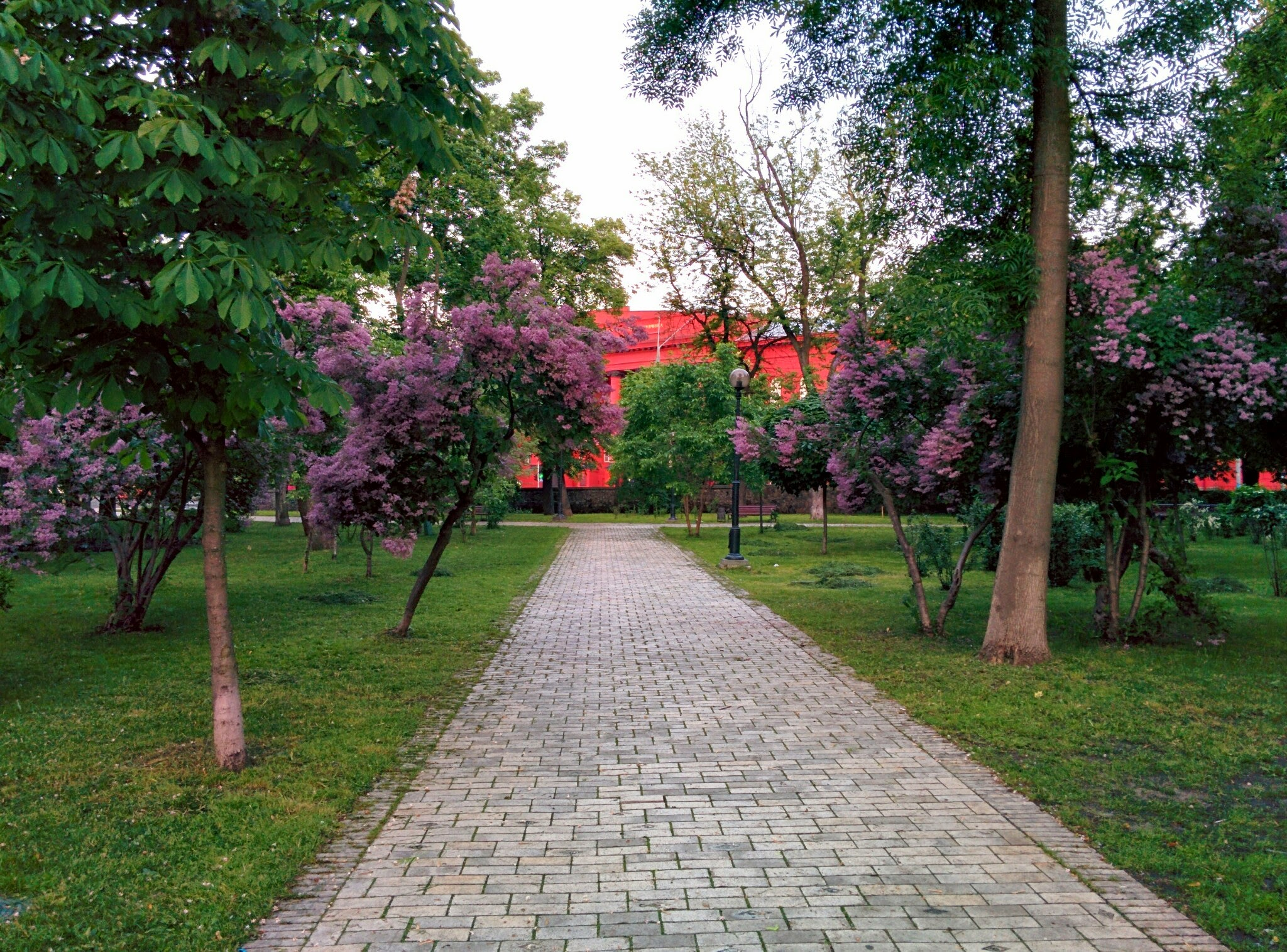
На аллее парка

Парк имени Тараса Шевченко (укр. Парк імені Тараса Шевченка) — парк в центре Киева. Парк ограничен с юга и севера Терещенковской и Владимирской улицами, а запада и востока улицами Л. Толстого и бульваром Т. Шевченко соответственно. На противоположной от парка стороне Владимирской улицы находится главный («красный») корпус Киевского национального университета имени Тараса Шевченко.
Парк был открыт в 1890 г. под названием «Университетский сквер». До разбивки парка на его месте находился пустырь, на котором обычно паслись коровы.
В университетском сквере в 1898 г. был открыт памятник Николаю I, снесённый в 1920 г. На его месте в 1939 г., к 125-летию со дня рождения Шевченко, был открыт киевский памятник Тарасу Шевченко работы Матвея Манизера.